# Astronomy & Geophysics
Astronomy & Geophysics is een internationaal, aan collegiale toetsing onderworpen wetenschappelijk tijdschrift op het gebied van de astronomie.
Het wordt uitgegeven door Wiley-Blackwell namens de Royal Astronomical Society en verschijnt tweemaandelijks.
Het eerste nummer verscheen in 1960.